# Irina Stankina
Irina Vasiljevna Stankina (rusko Ирина Васильевна Станкина), ruska atletinja, * 25. marec 1977, Saransk, Sovjetska zveza.
Nastopila je na poletnih olimpijskih igrah v letih 1996 in 2000 v hitri hoji na 10 km, obakrat je odstopila. Na svetovnih prvenstvih je dosegla uspeh kariere z osvojitvijo naslova prvakinje leta 1995. Leta 1997 je zmagala na svetovnem pokalu v hitri hoji.